# 2020年東京オリンピックのカザフスタン選手団
2020年東京オリンピックのカザフスタン選手団は、2021年7月23日から8月8日にかけて日本の首都東京で開催された2020年東京オリンピックのカザフスタン選手団、およびその競技結果。

## メダル
| メダル | 選手名                   | 競技                 | 種目                     | 日付    |
| ------ | ------------------------ | -------------------- | ------------------------ | ------- |
| 銅     | エルドス・スメトフ       | 柔道                 | 男子60kg級               | 7月24日 |
| 銅     | イーゴリ・ソン           | ウエイトリフティング | 男子61kg級               | 7月25日 |
| 銅     | ズルフィア・チンシャンロ | ウエイトリフティング | 女子55kg級               | 7月26日 |
| 銅     | カムシベク・クンカバエフ | ボクシング           | 男子スーパーヘビー級     | 8月4日  |
| 銅     | サケン・ビボシノフ       | ボクシング           | 男子フライ級             | 8月5日  |
| 銅     | ヌリスラム・サナエフ     | レスリング           | 男子フリースタイル57kg級 | 8月5日  |
| 銅     | ダルハン・アサディロフ   | 空手                 | 男子組手67kg級           | 8月5日  |
| 銅     | ソフィア・ベルルツェワ   | 空手                 | 女子組手61kg超級         | 8月7日  |

## アーチェリー
- 3名[1]